# Hadrien Dussoix
Hadrien Dussoix est un artiste suisse né à Genève en 1975. Il vit et travaille à Genève.

## Biographie
Hadrien Dussoix grandit au sein d'une famille d'artistes, entre un père peintre et une mère dessinatrice/céramiste .
Au début des années 90, son père lui offre un livre sur Jean-Michel Basquiat. C'est le début d'une vocation d'artiste.
Hadrien Dussoix fait ses études à l'École supérieure des beaux-arts et à la Haute École supérieure des arts appliqués de Genève .
Une monographie est éditée sous la forme d'un ouvrage noir affichant un simple écusson doré sur la couverture. Intitulé Hadrien Dussoix, le livre est écrit par Karine Tissot pour les éditions L'Apage et InFolio, et imprimé en 2014.

## Travail
Dès le départ, ses premiers travaux reprennent des motifs primitifs, ainsi que des lettres et des textes. Les textes resteront un fil conducteur de son travail tout au long de sa vie.
Après plusieurs recherches artistiques, Hadrien peindra des mots sur des toiles des petits ou grands formats. Mélange de haïku et slogan, chaque mot est coulé à la laque synthétique sur un fond acrylique. Ce sera le début d'une empreinte forte et graphique dans son travail, mêlant provocation et poésie.
Inspiré par l'architecture de la Renaissance, il crée des intérieurs de cathédrales dessinés au spray sur de grandes toiles peintes de couleurs acryliques.
Les formes géométriques, peintes aux couleurs primaires dans un style inachevé, marqueront un virage radical dans son travail. Un trompe-l'œil pour l'artiste.
Les textes reprendront le dessus sur ses peintures dès le milieu des années 2010. Sur des toiles au fond flashy, des phrases sont grattées sur une première couche de latex, rappelant les effets des "scratchboard" (cartes à gratter) sur des formats immenses.
Toujours occupé à surprendre et à provoquer, Hadrien Dussoix se lance dans la création de mobilier. Il habille des fauteuils et meubles anciens de toiles peintes. Le mobilier fait office de support à ses toiles, qui par la même occasion deviennent un art à vivre.

## Expositions individuelles
- 2019 : Je rêve de toi même la nuit, Le labo, Genève, Suisse
- 2018 : J'adore sa ma fait pleurer, Galerie Andreas Binder, Münich, Allemagne
- 2018 : Toiles et toiles, Galerie Latham, Geneva, Suisse
- 2017 : Cats and Squares, Body and Soul, Genève, Suisse
- 2017 : Cats and Squares, Palais Galerie, Neuchâtel
- 2016 : J'aime bien faire semblant d'être riche, Théâtre de Carouge, Genève, Suisse
- 2015 : Was macht die Kunst?, Galerie Andreas Binder, with Martin Kippenberger, Munich Late at Night, Lange & Pult, Auvernier, Suisse
- 2014 : Milkshake Agency, Geneva, Switzerland
- 2013 : You May Find Yourself In A Beautiful House, Galerie Lange & Pult, Zurich, Suisse
- 2012 : Disclosed Process, Galerie SAKS, Geneva, Switzerland  Lange & Pult, Kunst Zürich, Suisse
- 2010 : Beyond Good & Evil, Galerie SAKS, Geneva, Switzerland  Galerie Andreas Binder, Munich, Germany
- 2009 : Espace Kügler, Geneva, Switzerland   Hadrien Dussoix, Galerie Une, Neuchâtel, Switzerland    Forget The Rest, Projektraum Viktor Bucher, Vienna, Austria
- 2008 : Space is time's twin brother, Laurin, with Andreas Dobler, Zurich, Suisse
- 2006 : You may find yourself in a beautiful house, Palais de l'Athénée, Geneva, Switzerland, curated by Eric Corne   Hadrien Dussoix, Galerie Une, Neuchâtel, Suisse
- 2005 : A beautiful painting for an elegant life, Basta, Lausanne, Suisse
- 2004 : Hide your ugly face, ESBA, Geneva, Suisse, curated by Stefan Banz

## Expositions collectives
- 2020 : PIN, Pinakothek der Moderne, Munich, Germany  Avant Demain, Château de Penthes, Geneva, Suisse, curated by Karine Tissot   Avant Demain, Boléro, Geneva, Switzerland, curated by Karine Tissot    Wildlife, Fonderie Kugler, Geneva, Switzerland
- 2019 : Rämistrasse 27, Galerie Lange + Pult, Zurich, Switzerland   Art & Performances, Château de Vuillerens, Switzerland    La Thune, Smallville, Neuchâtel, Suisse
- 2018 : Téléphone arabe, Salle Perrier, Chavannes-près-Renens, Suisse, curated by Prune Simon-Vermot et Denis Roueche
- 2017 : Geometrics, Galerie Andreas Binder, Munich, Germany
- 2015 : Espace Labo, Geneva, Switzerland  In Situ, Morges, Switzerland   Christmas Show, Body&Soul, Geneva, Suisse
- 2014 : Carnet de Bal, Fonderie Kugler, MAMCO, Geneva, Switzerland   “Plateforme(s)”, Centre d'Art Contemporain, Yverdon, Switzerland    Espacio Odéon, Bogota, Colombia    Drei Drei Drei, Espace Labo, Genève, Suisse
- 2013 : The ocean before me, Le Commun, bâtiment d'art contemporain, Geneva, Suisse, curated by Hadrien Dussoix and Peter Stoffel   Volta, Galerie Andreas Binder, Bâle, De l'inachevé, Halles CFF, Lausanne, Suisse, curated by Daniel Ruggero    Hotel Abisso, Centre d'art contemporain, Genève, Suisse, curated by Tobby Landei
- 2012 : Galerie Paul Hafner, avec Beni Bischof, Saint-Gall, Suisse
- 2011 : K3, Zürich, Switzerland, curated by Lisa Frei   Let's party for a piece of art, Pinakotheke der Moderne, Munich, Germany    Artmôtiers, Môtiers, Switzerland    Galerie SAKS, Genève, Suisse
- 2010 : Don't open that door, Swiss Institute, Rome, Italie   Espace Labo, avec Christophe Riotton, Genève, Suisse
- 2009 : Panic, Espace Arlaud, Lausanne, Suisse, curated by Daniel Ruggero   Espace Kügler, Works on paper, Geneva, Switzerland, curated by Eric Winarto    Post Tenebras Luxe, Musée Rath, Genève, Suisse, curated by Donatella Bernardi
- 2008 : Bex & Arts, Bex, Switzerland  Swiss Art Awards, Basel, Switzerland   Bourses des fonds BLC, Centre d'art contemporain, Geneva, Switzerland    Ich möchte ein Eisbär sein, Forde, Geneva, Suisse, LOGO, Espace Kugler, Geneva, Switzerland    Blackout, Art en Ile, Genève, Suisse
- 2007 : Swiss Art Awards, Basel, Switzerland  Artmôtiers, Neuchâtel, Switzerland   Une saison Suisse, Arras, France    Punks in the beerlight, with Peter Roesch & Gilles Rotzetter  Sonicdays, Fri-Art, Fribourg, SuisseFire walk with me, Galerie Une, Neuchâtel, Suisse
- 2006 : Swiss Art Awards, Basel, Genève Here we go, Galerie Une, Neuchâtel, Switzerland    Peinture à perte de vue, Université de Belgrade, Serbia, curated by Eric Corne    Subtotal, Projektraum Viktor Bucher, Vienne, Austria
- 2005 : Shining stars under shining sun, Galerie Une, Neuchâtel, Switzerland  Couleurs et formes, galerie Evelyne Canus, Basel, Switzerland    Designare, Villa Dutoit, Geneva, Switzerland    Bourses du fond BLC, Centre d'art contemporain, Geneva, Switzerland    Swiss art awards, Bâle, Suisse
- 2004 : Sticky story, with Florian Javet, Duplex, Geneva, Switzerland   Designare, IUFM, Lyon, France    Flon street painting, Le Flon, Lausanne, Switzerland    Lasko, CAN, Neuchâtel, Switzerland, curated by Gauthier Huber    Hadrien Dussoix – Christian Robert-Tissot, Galerie Une, Neuchâtel, Switzerland    Swiss Art Awards, Basel, Switzerland    A suivre, Les Halles, Porrentruy, Switzerland, curated by Stefan Wittmer
- 2003 : Cowboys and kisses, Kunstpanorama, Luzern, Switzerland, curated by Stefan Wittmer   Cowboys and kisses, O.T., Lucerne, Suisse, curated by Stefan Wittmer  Für Dich, with Jannis Jaschke, BH9, ESBA, Genève, Suisse    Ich weiss, was du diesen Sommer gemalt hast, Kunstpanorama, Luzern, Switzerland    Objectif Une, Galerie Une, Neuchâtel, Genève, Suisse
- 2002 : Was du willst und was bleibt, with Jannis Jaschke, Raum Luxus, Berlin, Allemagne

## Subventions, récompenses, résidences
- 2013 : Prix Fondation Irène Reymond[5]
- 2010/2012 : Studio at Grütli, Ville de Genève
- 2009/2010 : Residency / Member of the Swiss Institute, Roma, Italy
- 2008 : Swiss Art Awards, Basel, Switzerland - Prix fédéral d'art, Bern, Switzerland
- 2007 : Swiss Art Awards, Basel, Switzerland - Prix fédéral d'art, Bern, Switzerland
- 2006 : Swiss Art Awards, Basel, Switzerland - Prix fédéral d'art, Bern, Switzerland